# Interroi
Ne doit pas être confondu avec Interrex (Pologne-Lituanie).
L’interroi (en latin : interrex ; en grec ancien : μεσοβασιλεύς / mesobasileús) est un magistrat nommé à titre exceptionnel dans la Rome antique, en cas de vacance du pouvoir, c'est-à-dire après la disparition du roi (selon la tradition légendaire rapportée par Tite-Live) ou des magistrats détenteurs de l’imperium (consul ou tribun militaire à pouvoir consulaire).
Sous la République romaine, en cas de vacance du consulat pour cause de mort, ou d’abdication des deux consuls ou de troubles ayant retardé l’élection,, le Sénat décide d’établir un interrègne (interregnum). Il choisit en son sein un patricien comme premier interroi. Celui-ci, chargé de préparer l’élection des nouveaux consuls par les comices centuriates,, ne peut les présider, n’ayant pas reçu l’investiture auspicatoire. Le premier interroi en nomme un second qui lui succède. Ayant reçu l’investiture auspicatoire du premier, ce second interroi peut tenir les comices. Les principaux ornements consutaires, dont le siège curule, lui sont accordés. À la suite de Theodor Mommsen, l’interroi est d’ordinaire regardé comme le titulaire d’une magistrature extraordinaire. Mais la qualité de magistrat de l’interroi est discutée.
L’interroi recevait l’imperium, pouvoir suprême qui lui donnait droit d’établir les augures, et s’ils étaient favorables de réunir le peuple pour procéder selon les rites à l’élection d’un roi (sous la monarchie) ou des magistrats (sous la République).
Sous la République romaine, si au bout de cinq jours les élections n’avaient pas eu lieu, l’interroi désignait son successeur, lui transmettait son imperium et démissionnait. Les interrois se succédaient ainsi, jusqu’à ce que des magistrats soient élus et leur succèdent.
Les noms de trente-sept interrois nous sont parvenus. Leur liste a été établie par Pierre Willems.

## L'interrègne politique de l'interrex

### L'interrègne sous la royauté
D'après la tradition rapportée par Tite-Live et Denys d'Halicarnasse, la procédure de choix du nouveau roi débute par un interrègne. Un interroi, tiré au sort parmi les sénateurs, exerce le pouvoir royal pendant cinq jours. Il procède à la « désignation » (designatio) du futur roi et prend les auspices afin de s'assurer que Jupiter agrée la personne ainsi désignée. En cas de réponse négative, un nouvel interroi succède au premier et ainsi de suite, jusqu'à ce que la volonté des dieux se manifeste clairement et que la désignation du roi devienne effective. L'interroi se rend alors devant les comices curiates et leur demande d'approuver le choix en procédant à la « création » (creatio) du nouveau roi. Les comices s'exécutent en votant par acclamations.
Selon la tradition, le premier interrègne survint à la mort de Romulus et dura jusqu'à ce que Numa Pompilius fût choisi comme roi. Le Sénat décida de distribuer les cent membres dont il était composé en dix décuries, et de confier à chacune d'elles la désignation de celui de ses membres qui exercerait, pour cinq jours, l'autorité.
La procédure se serait reproduite jusqu'à l'avènement de Tarquin l'Ancien : à la mort de Numa Pompilius puis à celle de Tullus Hostilius.
Le mort d'Ancus Marcius n'ouvrit pas d'interrègne, bien que Tarquin l'Ancien n'accédât au trône qu'avec l'assentiment du Sénat. Il n'y eut plus d'interrègne jusqu'à l'avènement de la République.

### L'interrègne sous la République
Durant les débuts de la République romaine au Ve siècle av. J.-C., il fallut nommer plusieurs fois des interrois, lorsque les magistrats suprêmes avaient terminé leur mandat ou étaient morts sans que des élections aient désigné leurs successeurs, retard généralement dû à une crise politique.
Le dernier interroi, Marcus Aemilius Lepidus, fut désigné lors de la crise de début 52 av. J.-C., alors que les élections consulaires n’avaient pas pu être effectuées, en raison des troubles créés par les bandes armées de Clodius Pulcher.

#### Succession d'au moins deux interrois
D'après Tite-Live, au moins deux interrois se succédaient au cours d'un même interrègne : le premier était désigné par le Sénat ou les seuls sénateurs patriciens ; le second, par le premier. Le nombre des interrois se succédant lors d'un même interrègne n'était pas limité : toujours d'après Tite-Live, quatorze interrois se sont succédé en 367. 

#### Choix du premier interroi
La question de savoir si le premier interroi était choisi par le Sénat ou les seuls sénateurs patriciens est discutée. D'après Cicéron et Tite-Live, le choix du premier interroi aurait été réservé aux patriciens. Il est acquis que le premier interroi n'était pas désigné par tirage au sort (sortitio) mais la question de savoir si une liste (ordo senatorius) était ou non utilisée est discutée.

#### Accessibilité à la charge d'interroi
L'accès à la charge d'interroi était réservé aux sénateurs : cela ressort notamment de la liste des interrois dont les noms nous sont parvenus. La question de savoir si la charge d'interroi était ou non réservée aux sénateurs patriciens est discutée. En effet, d'après Cicéron, seul un patricien pouvait être choisi comme interroi. La question de savoir si la charge d'interroi était ou non réservée aux sénateurs consulaires — c'est-à-dire à ceux ayant exercé le consultat — ou, plus largement, aux sénateurs curules — c'est-à-dire à ceux ayant exercé une magistrature curule — est également discutée.

## L'interrègne sacral du rex sacrorum
André Magdelain a établi un lien entre l'interregnum et les cinq derniers jours du mois de février qui, dans le calendrier romain pré-julien, suivaient les Terminalia et précédaient les  calendes de mars.
Dans le calendrier romain pré-julien, le mois de février (fěbrǔārǐus) comptait vingt-huit jours.
Les Terminalia étaient célébrées le septième jour avant les calendes de mars (ante diem septimum Kalendas Martias), c'est-à-dire le vingt-troisième jour du mois de février, jour que Varron définit comme extremus dies, le dernier jour de l'année.
La nouvelle année débutait aux calendes de mars, c'est-à-dire le premier jour de mois.
Les Terminalia étaient suivies de cinq jours épagomènes.
Le premier de ces cinq jours, l'on célébrait le Regifugium qui, d'après Ovide, commémorait la fuite du roi Tarquin le Superbe et, ainsi, la fin de la royauté.
André Magdelain considère que, pendant ces cinq jours, le pouvoir du rex sacrorum était suspendu et que son exercice était confié à un interroi sacral.

## Liste des interrois
| Année | interroi                                     | patricien | évènement |
| ----- | -------------------------------------------- | --------- | --- |
| 509   | Sp. Lucretius Tricipitinus,                  | oui       | Fuite de Tarquin le Superbe et passage de la monarchie à la Res Publica. |
| 482   | A. Sempronius Atratinus,                     | oui       | — |
| 482   | Sp. Larcius Flavus,                          | oui       | — |
| 462   | P. Valerius Publicola (ou Poplicola) Volusi, | oui       | Épidémie à Rome. Mort des deux consuls : L. Aebutius Helva et P. Servilius Priscus. Après quelques interrègnes, Publius Valérius Publicola, le troisième jour du sien, crée consuls L. Lucretius Tricipitinus et T. Veturius Geminus Cicurinus. |
| 444   | T. Quinctius (Capitolinus) Barbatus,         | oui       | Trois tribuns militaires à pouvoir consulaire sont substitués, pour la première fois, aux consuls : A. Sempronius Atratinus, L. Atilius Luscus et T. Cloelius Siculus. Trois mois après leur entrée en charge, un décret des augures les oblige à abdiquer à cause d'un vice dans leur élection : Gaius Curiatius, qui présidait les comices, n'avait pas observé les formalités requises en dressant la tente augurale. Titus Quinctius Barbatus, interroi, crée consuls L. Papirius Mugillanus et L. Sempronius Atratinus. |
| 420   | L. Papirius Mugillanus,                      | oui       | — |
| 413   | Q. Fabius Vibulanus,                         | oui       | Quintus Fabius Vibulanus, interroi, crée consuls A. Cornelius Cossus et L. Furius Medullinus. |
| 396   | L. Valerius (Potitus),                       | oui       | Abdication des tribuns militaires. Succession de trois interrois : Lucius Valerius, Quintus Servilius Fidenas et Marcus Furius Camillus. |
| 396   | Q. Servilius Fidenas,                        | oui       | — |
| 396   | M. Furius Camillus,                          | oui       | — |
| 391   | M. Furius Camillus,                          | oui       | Épidémie à Rome. Contagion simultanée des deux consuls : Lucius Valerius Potitus et Marcus Manlius Capitolinus. Abdication des deux consuls sur un décret du sénat. Succession de trois interrois : Marcus Furius Camillus, Publius Cornelius Scipio et Lucius Valérius Potitus. Celui-ci crée six tribuns militaires à pouvoir consulaire. |
| 391   | P. Cornelius Scipio,                         | oui       | — |
| 391   | L. Valerius Potitus,                         | oui       | — |
| 390   | L. Valerius Potitus                          | —         | — |
| 389   | P. Cornelius Scipio,                         | oui       | Succession de deux interrois : Cornelius Scipio et M. Furius Camillus. Celui-ci crée six tribuns : L. Valerius Publicola, pour la seconde fois, L. Verginius Tricostus, P. Cornelius, A. Manlius Capitolinus, L. Aemilius Mamercinus et L. Postumius Albinus Regillensis. |
| 389   | M. Furius Camillus,                          | oui       | — |
| 387   | M. Manlius Capitolinus,                      | oui       | Succession de trois interrois : M. Manlius Capitolinus, Ser. Sulpicius Camerinus et L. Valerius Potitus. Celui-ci crée six tribuns militaires à pouvoir consulaire : L. Papirius, C. Cornelius, C. Sergius, L. Aemilius pour la seconde fois, L. Menenius et L. Valerius Publicola pour la troisième. |
| 387   | Ser. Sulpicius Camerinus,                    | oui       | — |
| 387   | L. Valerius Potitus,                         | oui       | — |
| 355   | Q. Servilius Ahala,                          | oui       | — |
| 355   | M. Fabius Ambustus,                          | oui       | — |
| 355   | Cn. Manlius Capitolinus Imperiosus,          | oui       | — |
| 355   | C. Fabius Ambustus,                          | —         | — |
| 355   | C. Sulpicius Peticus,                        | —         | — |
| 355   | L. Aemilius Mamercinus (Privernas),          | —         | — |
| 355   | Q. Servilius Ahahla                          | —         | — |
| 355   | M. Fabius Ambustus                           | —         | — |
| 352   | onze interrois                               |           | Expiration de la dictature de C. Iulius Iullus (en). Douze interrois se succèdent. Le douzième, L. Cornelius Scipio, crée consuls P. Valerius Publicola et le plébéien C. Marcius Rutilus,. |
| 352   | L. Cornelius Scipio (ru),                    | —         | Expiration de la dictature de C. Iulius Iullus (en). Douze interrois se succèdent. Le douzième, L. Cornelius Scipio, crée consuls P. Valerius Publicola et le plébéien C. Marcius Rutilus,. |
| 351   | C. Sulpicius Peticus                         | —         | — |
| 351   | M. Fabius Ambustus,                          | —         | — |
| 350   | L. Aemilius Mamercinus Privernas             | —         | — |
| 340   | M. Valerius (Maximus Corvus),                | —         | — |
| 340   | M. Fabius (Ambustus ou Dorsuo),              | —         | — |
| 332   | quatre interrois                             |           | — |
| 332   | M. Valerius Corvus,                          | —         | — |
| 327   | quatorze interrois                           |           | — |
| 326   | L. Aemilius (Mamercinus Privernas),          | oui       | — |
| 320   | Q. Fabius Maximus (Rullianus),               | oui       | — |
| 320   | M. Valerius Corvus,                          | oui       | — |
| 298   | Ap. Claudius (Caecus),                       | oui       | — |
| 298   | P. Sulpicius (Saverrio),                     | oui       | — |
| 291   | L. Postumius Megellus,                       | oui       | — |
| 222   | Q. Fabius Maximus Verucosus (Cunctator),     | oui       | — |
| 216   | C. Claudius Centho,                          | oui       | — |
| 216   | P. Cornelius (Scipio) Asina,                 | oui       | — |
| 208   | Q. Fabius Maximus Verucosus (Cunctator),     | —         | — |
| 162   | L. Aemilius Paulus                           | oui       | — |
| 82    | L. Valerius Flaccus,                         | oui       | Vacance du consulat pour cause de mort de C. Marius le Jeune en décembre et de fuite de Cn. Papirius Carbo, avant la mise à mort de celui-ci par Pompée. |
| 77    | Ap. Claudius Pulcher,                        | oui       | — |
| 55    | M. Valerius Messalla (Niger),                | —         | — |
| 53    | Q. Caecilius Metellus Pius Scipio Nasica,    | —         | — |
| 53    | M. Valerius Messala (Niger),                 | oui       | — |
| 52    | M. Aemilius Lepidus, dit Lépide,             | oui       | — |
| 52    | autre(s) interroi(s)                         |           | — |
| 52    | Ser. Sulpicius (Rufus),                      | oui       | — |
| 52    | M. Valerius Messala (Niger),                 | –         | — |

- En 462 av. J.-C., après le décès des deux consuls emportés par une épidémie, l’interroi Publius Valerius Publicola organise les élections[116] ;
- En 449 av. J.-C., après la destitution des decemvirs au pouvoir ;
- En 421 av. J.-C., une longue série d’interrois fut nommée, par suite du blocage politique entre sénateurs et tribuns de la plèbe sur les questions d’accepter les candidatures plébéiennes aux postes de questeurs, et d’élire des consuls plutôt que des tribuns militaires à pouvoir consulaire. Cette crise fut dénouée par l’interroi Lucius Papirius Mugillanus, qui fit accepter un compromis, et organisa l’élection des tribuns militaires à pouvoir consulaire[117] ;
- En 352 av. J.-C., L. Cornelius Scipio, patricien, peut-être maître de la cavalerie en -362 ;
- En 356 av. J.-C., les patriciens conservateurs refusèrent que le premier dictateur plébéien Caius Marcius Rutilus organise les élections, prétextant que seul un patricien avait le pouvoir d'augure nécessaire au rite électoral, et imposèrent qu'elles se déroulent sous l'imperium d'un interroi patricien[118] ;
- En 326 av. J.-C., le dictateur Claudius Marcellus n’a pas organisé de comices centuriates pour l’élection des consuls. Il faut recourir aux interrois, Lucius Aemilius Mamercinus Privernas, quatorzième interroi de cette série, procède aux élections[119]
- En 53 av. J.-C., Quintus Caecilius Metellus Pius Scipio Nasica, plébéien par adoption, ancien préteur, et Marcus Valerius Messalla Niger, patricien, ancien consul ;
- En 52 av. J.-C., Servius Sulpicius Rufus, ancien préteur.